# Connexon
Als Connexon bezeichnet man den porenbildenden Komplex aus jeweils sechs Connexin-Molekülen. Zwei Connexone bilden einen Gap-Junction-Kanal, der die Membranen zweier aneinandergrenzender Zellen durchquert und so die Cytoplasmen zweier benachbarter Zellen miteinander verbindet. Einige hundert Gap-Junction-Kanäle bilden gemeinsam die Gap junction, die den Austausch von Ionen und kleinen Molekülen zwischen Nachbarzellen ermöglicht.
Die Transportgleichung:

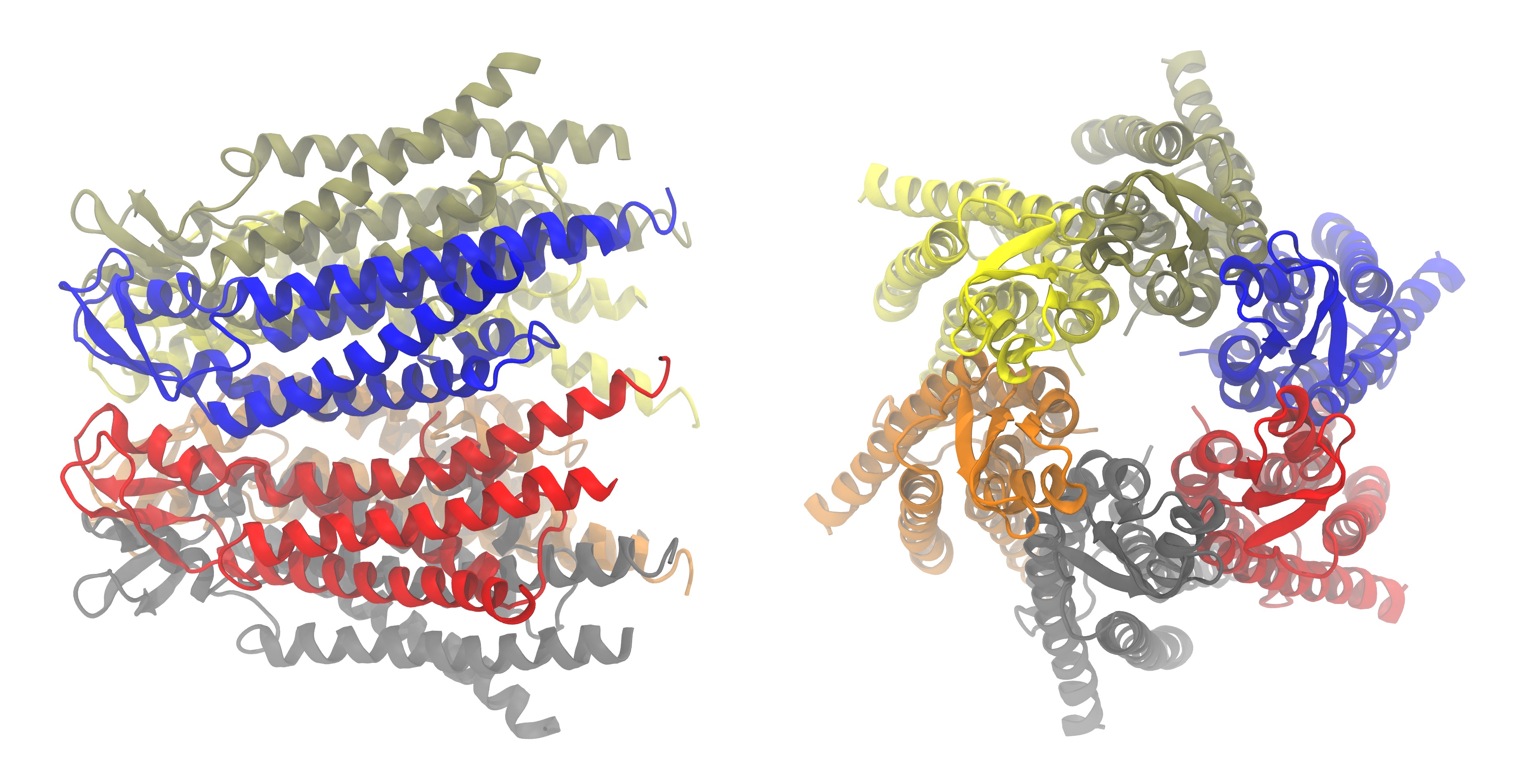
Connexin-26 Hexamer von der Seite und vorn.

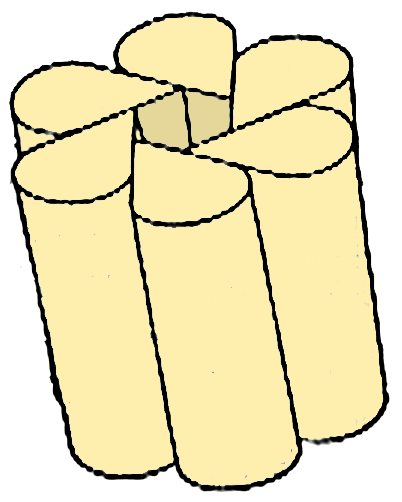
Connexon Schema

Niedermolekulare Verbindung (Zytoplasma Zelle 1) {\displaystyle \mathrm {\rightleftharpoons } } Niedermolekulare Verbindung (Zytoplasma Zelle 2)